# Cimera del Nègueb
La cimera del Nègueb va ser una cimera que es va celebrar a finals de març del 2022 al desert del Nègueb, al sud d'Israel. S'hi van reunir els ministres d'Afers Exteriors de quatre països àrabs (Al Zayani de Bahrain, Sameh Shukri d'Egipte, Abdullah Ben Zayed dels Emirats Àrabs Units i Nasser Burita del Marroc), el ministre d'Afers Exteriors d'Israel, Yair Lapid, i el secretari d'Estat estatunidenc, Antony Blinken.
La trobada va tenir lloc a l'Hotel Kedma a Sedé Bóqe, i va ser inaugurat el 27 de març de 2022. L'esdeveniment principal va ser dut a terme l'endemà. El propòsit del cim va ser una demostració d'un front polític i de seguretat unit contra l'Iran, en el context de la lluita contra la renovació d'un acord nuclear per part de les potències P5 + 1 i l'Iran, i també en contra de l'agressió de l'Iran en tot Orient Mitjà.
En el primer dia de la inauguració, es va produir un atemptat terrorista de l'Estat Islàmic a Hadera, al nord de Tel-Aviv, en què van morir dos agents de la policia i dos terroristes àrab-israelians.